# 霍代奇
霍代奇（波蘭語：Chodecz）是波蘭的城鎮，位於該國中部，距離首都華沙150公里，由庫亞維-波美拉尼亞省負責管轄，面積1.39平方公里，2006年人口1,936。第二次世界大戰期間，納粹德國在1939年至1945年1月19日期間佔領該鎮。
52°24′N 19°02′E / 52.400°N 19.033°E